# 上海市地方志办公室
上海市地方志办公室是中華人民共和國上海市负责編纂地方志的机构，是上海市地方志编纂委员会的常设工作机构，为正局级事业单位，具体负责上海市志和各个区县志的编写。该委员会成立于1987年5月27日。曾慶紅和陳至立曾担任该委员会副主任委员。2004年5月，上海市地方志办公室的网站“上海通”发布。2008年6月起，上海市地方志办公室列入参照公务员法管理。

## 机构设置
根据有关规定，上海市地方志办公室设置下列机构：

### 内设机构
- 秘书处（组织人事处）
- 市志工作处
- 专志工作处
- 区县工作处
- 年鉴工作处（《上海年鉴》编辑部）
- 研究室（信息处）（下设《上海地方志》期刊编辑部）

### 直属单位
- 上海通志馆（下设《上海滩》杂志编辑部）
- 当代上海研究所

### 挂靠单位
- 上海市地方史志学会
- 上海市年鉴学会

## 外部連結
- 官方网站